# Pustulatirus
Pustulatirus is een geslacht van weekdieren uit de klasse van de Gastropoda (slakken).

## Soorten
- Pustulatirus attenuatus (Reeve, 1847)
- Pustulatirus biocellatus Lyons & Snyder, 2013
- Pustulatirus eppi (Melvill, 1891)
- Pustulatirus hemphilli (Hertlein & Strong, 1951)
- Pustulatirus mediamericanus (Hertlein & Strong, 1951)
- Pustulatirus ogum (Petuch, 1979)
- Pustulatirus praestantior (Melvill, 1891)
- Pustulatirus sanguineus (Wood, 1828)
- Pustulatirus utilaensis Lyons & Snyder, 2013
- Pustulatirus virginensis (Abbott, 1958)
- Pustulatirus watermanorum Lyons & Snyder, 2013